# 李永宏
李永宏（1952年10月—），男，山西翼城人，中华人民共和国政治人物。

## 生平
1998年，任山西省地矿厅厅长；2004年，任山西省国土资源厅厅长。2005年，改任中共晋中市委副书记、市长。2007年，任山西省晋中市委书记。2011年1月，任山西省人大内务司法委员会主任委员。2015年12月，免职退休。
2020年5月15日，山西省紀委監委宣布李永宏涉嫌嚴重違紀違法，正在接受紀律審查和監察調查。11月10日，遭到山西省纪委开除党籍处分，并将其涉嫌犯罪问题移送检察机关依法审查起诉。